# Sainneville
Sainneville és un municipi francès situat al departament del Sena Marítim i a la regió de Normandia. L'any 2007 tenia 821 habitants.

## Demografia

### Població
El 2007 la població de fet de Sainneville era de 821 persones. Hi havia 306 famílies de les quals 48 eren unipersonals (16 homes vivint sols i 32 dones vivint soles), 125 parelles sense fills, 125 parelles amb fills i 8 famílies monoparentals amb fills.
La població ha evolucionat segons el següent gràfic:
Habitants censats

### Habitatges
El 2007 hi havia 320 habitatges, 306 eren l'habitatge principal de la família, 10 eren segones residències i 5 estaven desocupats. Tots els 319 habitatges eren cases. Dels 306 habitatges principals, 275 estaven ocupats pels seus propietaris, 27 estaven llogats i ocupats pels llogaters i 4 estaven cedits a títol gratuït; 1 tenia una cambra, 6 en tenien dues, 34 en tenien tres, 91 en tenien quatre i 174 en tenien cinc o més. 263 habitatges disposaven pel capbaix d'una plaça de pàrquing. A 103 habitatges hi havia un automòbil i a 188 n'hi havia dos o més.

### Piràmide de població
La piràmide de població per edats i sexe el 2009 era:
| Homes | Edats   | Dones |
| ----- | ------- | ----- |
| 0     | 95 o +  | 0     |
| 0     | 90 a 94 | 4     |
| 0     | 85 a 89 | 0     |
| 4     | 80 a 84 | 8     |
| 4     | 75 a 79 | 8     |
| 12    | 70 a 74 | 12    |
| 4     | 65 a 69 | 8     |
| 8     | 60 a 64 | 0     |
| 12    | 55 a 59 | 32    |
| 56    | 50 a 54 | 32    |
| 60    | 45 a 49 | 48    |
| 16    | 40 a 44 | 36    |
| 40    | 35 a 39 | 40    |
| 12    | 30 a 34 | 24    |
| 24    | 25 a 29 | 16    |
| 28    | 20 a 24 | 20    |
| 28    | 15 a 19 | 36    |
| 36    | 10 a 14 | 48    |
| 28    | 5 a 9   | 40    |
| 28    | 0 a 4   | 4     |

## Economia
El 2007 la població en edat de treballar era de 597 persones, 411 eren actives i 186 eren inactives. De les 411 persones actives 392 estaven ocupades (212 homes i 180 dones) i 19 estaven aturades (11 homes i 8 dones). De les 186 persones inactives 77 estaven jubilades, 65 estaven estudiant i 44 estaven classificades com a «altres inactius».

### Ingressos
El 2009 a Sainneville hi havia 298 unitats fiscals que integraven 825,5 persones, la mediana anual d'ingressos fiscals per persona era de 22.964 €.

### Activitats econòmiques
Dels 26 establiments que hi havia el 2007, 1 era d'una empresa alimentària, 2 d'empreses de fabricació d'altres productes industrials, 5 d'empreses de construcció, 5 d'empreses de comerç i reparació d'automòbils, 3 d'empreses de transport, 1 d'una empresa d'hostatgeria i restauració, 1 d'una empresa d'informació i comunicació, 1 d'una empresa financera, 3 d'empreses immobiliàries, 3 d'empreses de serveis i 1 d'una empresa classificada com a «altres activitats de serveis».
Dels 5 establiments de servei als particulars que hi havia el 2009, 1 era un taller de reparació d'automòbils i de material agrícola, 1 paleta, 1 lampisteria, 1 empresa de construcció i 1 agència immobiliària.
Dels 3 establiments comercials que hi havia el 2009, 1 era una botiga de més de 120 m², 1 una botiga de menys de 120 m² i 1 una botiga de material de revestiment de parets i terra.
L'any 2000 a Sainneville hi havia 12 explotacions agrícoles que ocupaven un total de 522 hectàrees.

## Equipaments sanitaris i escolars
El 2009 hi havia una escola elemental.

## Poblacions més properes
El següent diagrama mostra les poblacions més properes.